# Icterus dominicensis
Icterus dominicensis е вид птица от семейство Трупиалови (Icteridae).

## Разпространение
Видът е разпространен в Доминиканската република и Хаити.